# 中華百科全書
《中華百科全書》是中華民國的第一部中文百科全書，全書共分十冊，三十八種類別，條目約一萬五千餘條。自民國70年（西元1981年）三月陸續出版，至民國72年（1983年）七月全部出版完畢。此百科全書係由中國文化大學創辦人－張其昀發起編纂，撰稿者主要為文化大學及中華學術院之學者。
民國88年（西元1999年）時，為因應數位出版之發展趨勢，李天任博士推動數位化文化大學重要出版品之工作，並於當年七月開始數位化《中華百科全書》。
民國93年（西元2004年）時，《中華百科全書》線上版擬定朝多媒體方向發展，遂申請行政院國家科學委員會「數位典藏國家型科技計畫/應用服務分項計畫」補助以助開發，其成果如下：
- 更新、擴充條目內容，並按照賴永祥「中國圖書分類法」將條目重新分為十大類
- 重新以向量描繪彩色圖片
- 加入文化大學各系所、國立故宮博物院、台北愛樂合唱團等單位提供之多媒體內容
- 新增快速、進階搜尋，支援中文同音、同義、容錯等功能，並可界定搜尋範圍為全文、標題或多媒體
- 預計建構符合行政院研究發展考核委員會AAA規範之無障礙網頁
- 新增益智問答，以選擇題形式表現
- 新增條目、關鍵字熱門排行